# Acuerdo del Lago Meech
El acuerdo del Lago Meech (en inglés Meech Lake Accord y en francés Accord du lac Meech) fue un proyecto fallido de reforma de la Constitución de Canadá pactado entre el gobierno federal, presidido por Brian Mulroney, y las diez provincias del país. Su contenido tenía un carácter descentralizador, y pretendía conseguir la ratificación de la Constitución en la provincia de Quebec y aumentar así el apoyo al federalismo en la provincia. El rechazo al acuerdo creó una crisis territorial y dio un mayor impulso al soberanismo quebequés, desembocando en el referéndum sobre la soberanía de 1995.

## Antecedentes
La provincia de Quebec sufrió grandes transformaciones económicas y sociales durante la década de 1960, que recibieron el nombre de revolución tranquila. El proceso dotó de más peso al sector público en la economía y supuso una liberalización cultural y política. Estos cambios trajeron como consecuencia un notable auge del nacionalismo quebequés, que denunciaba la situación desigual del Canadá francófono. Su éxito condujo a una amplia victoria del Partido Quebequés en las elecciones de 1976 y a cambios en el sistema de partidos de la provincia. Sin embargo, su principal propósito, transformar Quebec en un estado soberano asociado con Canadá, fracasó estrepitosamente en un referéndum celebrado en mayo de 1980.
En octubre de ese año, el primer ministro Pierre Trudeau, de ideología federalista, anunció su propósito de «repatriar» la Constitución de Canadá. El texto constaba de una serie de leyes y convenciones que aún requerían la aprobación del Parlamento británico para su reforma.  Este proceso formaba parte de sus promesas de campaña en el referéndum, e incluía la aprobación de una carta de derechos fundamentales. Para ello, se convocó una Conferencia Constitucional en 1981, que alcanzó un acuerdo la noche del 4 de noviembre. Ese pacto constituyó la base de la Ley sobre la Constitución de 1982, instrumentada como una enmienda de la Ley sobre la Norteamérica Británica. 
Sin embargo, el pacto de enmienda no contó con la participación ni el apoyo de Quebec. Su gobierno nacionalista denunció la madrugada en la que se llegó el acuerdo como una noche de los cuchillos largos. Por ello, el primer ministro René Lévesque y la Asamblea Nacional de Quebec rechazaron su ratificación. Además, la provincia impugnó la constitucionalidad del procedimiento, basándose en una sentencia de la Corte Suprema de Canadá que reconocía el derecho a consulta vinculante de las provincias en los procesos de reforma constitucional.  En respuesta a dicho recurso, el alto tribunal dictaminó que Quebec carecía de la legitimación jurídica y constitucional para vetar la reforma. Como la sentencia fue publicada durante la tramitación de la reforma en el Parlamento británico y poco antes de su promulgación, Quebec fue la única provincia canadiense que no apoyo el proceso de “repatriación”.
Una serie de cambios de gobierno en Canadá y Quebec favorecieron la posibilidad de un acuerdo para zanjar la controversia. A nivel federal, los liberales sufrieron una gran derrota frente al líder conservador Brian Mulroney. Este prometió integrar a Quebec en la Constitución «con honor y entusiasmo», con un modelo territorial cooperativo y proclive al diálogo con las provincias.  Esta postura condujo a una división entre nacionalistas ortodoxos y posibilistas en Quebec. Como consecuencia, René Lévesque, que había apoyado las negociaciones con Mulroney con una propuesta de veintidós puntos,  presentó su dimisión. Tras elecciones anticipadas, el Partido Liberal de Quebec, liderado por Robert Bourassa, puso fin a ocho años de gobierno del Partido Quebequés y condujo a una postura más posibilista. 
En su programa electoral, Bourassa establecía cinco demandas clave para que Quebec “entrara” dentro de la Constitución. Estas incluían el reconocimiento de veto constitucional a la provincia, competencias compartidas en materia de inmigración, consulta y participación en el nombramiento de los jueces del Tribunal Supremo procedentes de Quebec, límites al gasto público federal en materias de competencia provincial, o el reconocimiento de Quebec como una sociedad distinta dentro de Canadá. Estas condiciones fundamentaron el inicio de negociaciones entre ambos gobiernos y su satisfacción se estableció como un requisito para iniciar un proceso de reforma constitucional en agosto de 1986. 

## Versión preliminar del acuerdo
El acuerdo fue negociado el 30 de abril de 1987 en una reunión entre Mulroney y los primeros ministros provinciales en la Casa Willson, a las orillas del lago Meech, situado en las Colinas de Gatineau (cercanas a Ottawa). Las negociaciones tuvieron lugar de forma directa entre los diferentes líderes, sin asistencia de asesores. Los participantes aceptaron las cinco demandas del gobierno de Quebec y añadieron un acuerdo para reformar el sistema de elección del Senado de Canadá. Las conclusiones acordadas fueron:  
1. Un mandato a todas las autoridades federales y provinciales para comenzar el proceso de reforma constitucional.
2. Otorgar competencias compartidas a la provincia de Quebec en cuanto a selección de inmigrantes y refugiados y cuotas de inmigración, y la eliminación de los servicios federales de inmigración en Quebec, salvo en materia de nacionalidad.
3. Permitir acordar con otras provincias idénticos repartos competenciales.
4. Establecer, hasta una reforma total del Senado, que el nombramiento de senadores provenga de listas propuestas por las provincias y dictaminadas favorablemente por el Consejo Privado de la Reina, en vez de por designación directa del primer ministro.
5. El reconocimiento de la francofonía como un hecho diferencial de Canadá, sin perjuicio del papel de las personas anglófonas en la sociedad canadiense y en la de Quebec.
6. El establecimiento de una cuota de al menos tres miembros de la Corte Suprema provenientes de Quebec y el nombramiento de nuevos jueces a propuesta de las provincias, en vez de por designación directa del primer ministro.
7. El reconocimiento de compensación económica a las provincias que decidan no ejecutar programas federales que afecten a competencias propias, siempre y cuando desarrollen programas con fines idénticos en ejercicio de sus competencias.
8. El establecimiento de conferencias sectoriales en materia económica.
9. Un nuevo procedimiento de reforma constitucional cualificada por unanimidad en una serie de materias como la Jefatura del Estado, los límites provinciales, la admisión de nuevas provincias, el reparto de representantes en la Cámara de Comunes o la elección del Senado, entre otras.
10. La convocatoria de conferencias constitucionales de carácter anual desde 1988 para la reforma del Senado, el establecimiento de la política pesquera y cuantas otras materias se acuerden.

## Reacciones
El acuerdo causó sorpresa por la rapidez con la que las partes lo alcanzaron. Ello dificultó la fijación de estrategias por los distintos grupos de presión. Las principales fuerzas políticas de Canadá (Partido Progresista Conservador, Liberal y Nuevo Partido Democrático) manifestaron su apoyo a los términos pactados. 
La oposición vino principalmente del ex primer ministro Pierre Trudeau. Trudeau criticó duramente el acuerdo en una carta publicada en los periódicos Toronto Star y La Presse el 24 de mayo de 1987. La misiva denunciaba el oportunismo de los firmantes y abordaba los peligros del acuerdo. Según la pieza, la reforma constitucional permitía dividir Canadá en dos sociedades irreconciliables, o limitar la eficacia de los derechos fundamentales bajo premisas nacionalistas. De esta forma, la federación de Canadá quedaba profundamente debilitada y a merced de las provincias.
La postura de Trudeau actuó como un vehículo para la organización de otras personas opuestas al Acuerdo. Además, las contradicciones que evidenció crearon debates en grupos favorables al el pacto constitucional, como las minorías étnicas, los grupos nativos y los colectivos feministas. Asimismo, el Partido Liberal quedó dividido, debilitando el liderazgo del ex primer ministro John Turner. 

## Acuerdo definitivo
La intervención de Trudeau en el debate alargó las negociaciones sobre la versión final del acuerdo. El acto de firma tuvo lugar el 2 de junio de 1987. Pese a estar previsto como un evento ceremonial, se convirtió en una negociación de 19 horas. 
Los primeros ministros de Manitoba y Ontario intentaron conseguir cambios en los términos pactados. En el caso de Manitoba, se buscó garantizar un mayor peso del gasto público federal. Por su parte, Ontario intentó moderar también las referencias al hecho diferencial francófono. El primer ministro era el único miembro del Partido Liberal de la Conferencia, y su partido era cada vez más crítico con lo acordado. Ambos líderes intentaron negociar de manera conjunta para evitar que sus provincias fueran acusadas de haber roto el pacto.
El resto de líderes se reafirmaron en lo acordado frente a la intromisión de Trudeau en las negociaciones.Pese a todo, hubo cambios en los términos de la reforma constitucional. Se garantizó que el reconocimiento de Quebec como sociedad diferenciada no afectaría a la eficacia de los derechos fundamentales garantizados constitucionalmente. Además, se añadieron salvaguardas adicionales a los derechos de las minorías y de los grupos nativos. El gasto público federal en materias de competencia provincial quedó más restringido en la versión final del acuerdo. 
La votación final tuvo lugar de madrugada y rompió con el protocolo, al no seguir el criterio de antigüedad en la Federación a la hora de votar. Finalmente, Manitoba y Ontario dieron su consentimiento al nuevo acuerdo. En la ceremonia de firma, el primer ministro de Quebec, Robert Bourassa, anunció entre aplausos que su provincia volvía a ser parte de Canadá. 

## Posturas

### A favor
Los defensores del Acuerdo aludían a su simplicidad y a su capacidad para fortalecer el sistema territorial canadiense sin cambiarlo radicalmente. Robert Bourassa demandaba reparar la "herida al corazón" que había supuesto la exclusión de Quebec de la reforma constitucional de 1982. El Acuerdo facilitaría la integración de la provincia en el pacto constitucional para el funcionamiento regular de las instituciones. El resto de provincias aceptaban esta premisa y consideraban que el acuerdo sería un primer paso para la plena integración institucional de Quebec y una posterior reforma constitucional más profunda.
Para Brian Mulroney, la reforma del Senado y la Corte Suprema permitía una mayor participación política en decisiones que hasta entonces eran unilaterales. De esta manera, se reducía el poder ejercido por el primer ministro de Canadá. En declaraciones de Mulroney al Toronto Star,  se planteaba una dicotomía entre «un viejo federalismo enfrentado, o [...] un auténtico federalismo cooperativo sobre el que construir un nuevo país». 
En otros aspectos, como los relativos al hecho diferencial y sus consecuencias, se argumentó que la reforma constitucional codificaba lo que ya era un hecho sociológico o una práctica judicial o política asentada.

### En contra
Las críticas se centraron en el proceso y en los acuerdos alcanzados. El procedimiento se criticó por opaco y antidemocrático. Los términos de reforma se acordaron directamente por los ejecutivos provinciales y el primer ministro, y se presentaron a las asambleas legislativas como una imposición. Algunos miembros de la academia interpretaron el acuerdo como un pacto entre elites incompatible con el carácter democrático de Canadá. A ello contribuyó la ausencia de debates o consultas públicas previas, salvo en Quebec.
Las reformas pactadas se cuestionaron por sus implicaciones. En concreto, el hecho diferencial quebequés fue una cuestión polémica. Se criticó su potencial para crear un federalismo asimétrico. También creó preocupación el riesgo de tensiones entre las comunidades anglófonas y francófonas del resto de Canadá. Además, el carácter jurídicamente vinculante del reconocimiento se consideró debilitador de la eficacia de la Carta Canadiense de los Derechos y las Libertades, si se consideraba contraria a la cultura quebequesa.
Otro colectivo crítico con la reforma pactada fue el de los grupos aborígenes, que fueron excluidos de plano del proceso de reforma. 
Por su parte, varias regiones mostraron su descontento por distintas causas. En el Oeste de Canadá y en las provincias atlánticas, se criticó el aplazamiento de la reforma del Senado, que posteriormente requeriría unanimidad. Al mismo tiempo, el nacionalismo quebequés consideraba que el reconocimiento como sociedad distinta no iba suficientemente lejos por tener carácter simbólico y no acompañarse de más cesiones de soberanía.

## Procedimiento de reforma
La reforma constitucional estaba regulada por el artículo 41 de la Ley de la Constitución de 1982, al modificar el procedimiento de reforma de la propia Constitución. Para cambiar el procedimiento de reforma, se requería la ratificación de la reforma por la Cámara de los Comunes, el Senado y todas las asambleas legislativas de dos tercios de las provincias que representaran, según el último censo vigente, a más de la mitad de la población de Canadá. Además, se establecía un marco temporal para la ratificación de tres años a contar desde la resolución de inicio del procedimiento de reforma. 
Los primeros ministros firmantes se comprometieron a conseguir la aprobación del acuerdo lo antes posible. El parlamento de Quebec fue el primero en cumplir dicha promesa el día 23 de junio de 1987. Como consecuencia, todas las condiciones para la eficacia y validez del procedimiento debían cumplirse el 22 de junio de 1990. Saskatchewan ratificó la enmienda el 23 de septiembre de 1987, y Alberta el 7 de diciembre de ese mismo año. 
Tras el fin del plazo de consulta pública, el primer ministro de Nuevo Brunswick, el conservador Richard Hatfield, no logró la toma en consideración del Acuerdo en la asamblea legislativa provincial, pese a una fuerte presión de Mulroney. Su partido perdió toda representación parlamentaria en las elecciones de octubre de 1987 tras una aplastante victoria liberal. El nuevo primer ministro, Frank McKenna, hizo campaña pidiendo cambios en los términos de la reforma constitucional. En concreto, demandó que la enmienda garantizara la protección del bilingüismo en Nuevo Brunswick como condición para su ratificación. Esto rompió el consenso unánime de las provincias y comenzó el estancamiento del proceso de reforma.
A este cambio se sumó una convocatoria inesperada de elecciones en Manitoba después de que un diputado frustrado acabara con la ajustada mayoría absoluta del Nuevo Partido Democrático. Los comicios dieron paso a un gobierno en minoría del Partido Progresista Conservador, sin oposición del NDP. La líder de la oposición, la liberal Sharon Carstairs, se oponía con vehemencia al Acuerdo, y estaba convencida de poder armar una mayoría transversal con diputados de todos los partidos para tumbarlo. Esto debilitó la posición negociadora del gobierno provincial, al requerir el consentimiento de las tres fuerzas políticas con representación. 
Trudeau fue invitado a participar en las comparecencias monográficas sobre la reforma constitucional en la Cámara de los Comunes y el Senado. Esta última intervención duró varias horas. Además, la cámara alta, compuesta por miembros nombrados por Trudeau antes de 1984, rechazó la enmienda constitucional. Como consecuencia, se debió aplicar el artículo 47 de la Ley de la Constitución, y la Cámara tuvo que levantar el veto del Senado.
El Acuerdo no tuvo mucho peso en la campaña electoral de 1988 al contar con un respaldo unánime de todos los partidos. En su lugar, el tema más contencioso fue el Tratado de Libre Comercio entre Estados Unidos y Canadá. De cara a los comicios, se formó una alianza entre los gobiernos de Quebec y Canadá en favor del TLC. Esta produjo una erosión del apoyo a la reforma constitucional entre la intelectualidad de izquierda. Además, creó tensiones en Manitoba, y redujo el entusiasmo del NDP a nivel provincial respecto al Acuerdo.

## Oposición
Poco después de las elecciones de 1988, la Corte Suprema de Canadá emitió la sentencia Ford contra Quebec. El fallo pretendía resolver varios litigios relativos a las reglas de rotulación monolingüe impuestas por la Carta de la Lengua Francesa del gobierno de Quebec. El alto tribunal declaró la nulidad de las disposiciones relativas a la prohibición del rotulado en inglés, al considerarlas una violación de la Carta Canadiense de los Derechos y las Libertades. Al mismo tiempo, reconoció a los poderes públicos la capacidad de restringir el ejercicio de los derechos fundamentales para proteger la identidad francesa en Quebec, por ser un objetivo "urgente y real" de intervención pública. 
La sentencia reavivó las tensiones sobre el modelo lingüístico en Quebec. Mientras que su contenido fue celebrado por el colectivo anglófono, el Partido Quebequés y otros grupos nacionalistas exigieron al gobierno Bourassa que aplicara la cláusula derogatoria de la Ley de la Constitución de 1982 para restablecer la vigencia de la Carta de la Lengua por encima del fallo judicial. Tanto Mulroney como el gobierno de Ontario presionaron a Bourassa para que no aplicara la cláusula. Por su parte, el ministro nacionalista Claude Ryan amenazó con dimitir si el gobierno de Quebec rehusaba aplicar la disposición.
Bourassa no solo usó la disposición derogatoria de la Constitución, sino que presentó una propuesta de ley para prohibir la rotulación exterior en inglés de forma expresa. Esto provocó la dimisión de cuatro ministros anglófonos de su gabinete e indignación en el resto del Canadá angloparlante. El primer ministro de Manitoba Gary Filmon denunció la iniciativa como una violación del espíritu del Lago Meech. Asimismo, canceló el trámite de consulta pública para la enmienda constitucional y supeditó su toma en consideración a una nueva ronda de negociaciones. De esta forma, Manitoba se sumó a Nuevo Brunswick en su oposición al pacto. Además, el Partido Liberal adoptó una postura dura respecto al modelo lingüístico de Quebec tras comprobar que su apoyo al Acuerdo no mejoró sus resultados electorales. En este sentido, el gobierno de Mulroney contaba con ministros que apoyaban expresamente la rotulación monolingüe, como Lucien Bouchard.
Las posibilidades de éxito del proceso de reforma se redujeron tras una victoria liberal en la provincia de Terranova en 1989. El nuevo primer ministro Clyde Wells había hecho campaña contra el Acuerdo. Denunciaba el nuevo proceso de reforma constitucional propuesto, las limitaciones presupuestarias impuestas al gobierno federal, y el trato preferencial otorgado a Quebec por su hecho diferencial. El gobierno provincial exigió una nueva ronda de negociaciones. Cuando estas comenzaron en noviembre de 1989, se produjo una bronca discusión televisada entre Wells y Brian Mulroney. 
Al mismo tiempo, los argumentarios políticos comenzaron a poner el foco en las consecuencias del fracaso de la reforma constitucional. Este enfoque aumentó la polarización entre la comunidad anglófona y la francófona. Como resultado, varios colectivos anglófonos impulsaron la aprobación de ordenanzas municipales prohibiendo la prestación de servicios en francés a las comunidades francófonas.Las protestas de estos grupos recibieron gran atención mediática en Quebec. En concreto, se hicieron polémicas unas imágenes de manifestantes pisando una bandera de Quebec en Brockville (Ontario). 

## Renegociación

### La Comisión Charest y la ruptura de Lucien Bouchard
En abril de 1990, Wells recurrió al procedimiento previsto en el artículo 46.2 de la Ley de la Constitución de 1982 para revocar la ratificación de Terranova al proyecto de reforma constitucional. Como consecuencia, el Acuerdo debía ser ratificado por dicha provincia, Nuevo Brunswick y Manitoba para su entrada en vigor.
La posibilidad de éxito de la reforma ganó tracción después de que Nuevo Brunswick concretara las cuestiones que debían ser abordadas para ratificar el Acuerdo en sus términos originales. A tal efecto, el 22 de marzo de 1990 se formó una comisión, presidida por el exministro Jean Charest, para examinar las objeciones de la provincia y tratar de lograr un acuerdo entre todas las fuerzas políticas para la ratificación del pacto de reforma.  Pese a su oposición al proyecto, Jean Chrétien, entonces el candidato favorito a liderar el Partido Liberal y oficialmente ambiguo sobre el Acuerdo, presionó al primer ministro de Terranova para asegurar su apoyo al nuevo proceso de negociación. 
El 17 de mayo de 1990, la Comisión presentó sus conclusiones, recomendando la redacción de una adenda al Acuerdo que debería ser firmada por todas las provincias junto al pacto original. Ello aseguraría la vigencia de los términos originales de la reforma, dando una salida honorable a Quebec y al gobierno federal, y permitiría atender las objeciones de las provincias restantes.  La adenda establecería que la cláusula de hecho diferencial se aplicaría con sujeción a las disposiciones de la Carta Canadiense de los Derechos y las Libertades y ofrecería más garantías a las minorías lingüísticas de las provincias, encomendando al Parlamento y al Gobierno de Canadá la promoción del bilingüismo a nivel federal. 

[...] Nuevo Brunswick desearía que se añadiera otro apartado a la sección del acuerdo que trata de la dualidad lingüística de Canadá y el hecho diferencial de Quebec, a saber, el reconocimiento de que las comunidades lingüísticas anglófona y francófona de Nueva Brunswick tienen el mismo estatus, derechos y privilegios. Esto constitucionalizaría un principio ya establecido en el ordenamiento jurídico de Nuevo Brunswick.

4. La Comisión considera que la cláusula relativa a la igualdad de las dos comunidades lingüísticas oficiales de Nuevo Brunswick debe figurar en una adenda.
[...]
6. La Comisión apoya la cláusula de la adenda de Nuevo Brunswick que reconoce el papel del Parlamento y del Gobierno de Canadá en la promoción de la dualidad lingüística de Canadá.
[...]

11. [...] La Comisión recomienda que los Primeros Ministros declaren en una adenda que la aplicación de la cláusula de características fundamentales, a saber, la dualidad lingüística y el hecho diferencial, no resta eficacia a la Carta. Como cláusula interpretativa, se aplica conjuntamente con la Carta y no compromete los derechos y libertades garantizados en ella. La adenda también deberá estipular que las cláusulas que reconocen atribuciones del Parlamento y de las asambleas legislativas provinciales no tienen el efecto de conferirles poderes legislativos.
Conclusiones de la Comisión Especial de la Cámara de los Comunes para el estudio del proyecto de adenda al Acuerdo del Lago Meech, 17 de mayo de 1990

Bourassa rechazó las conclusiones de la Comisión el mismo día de su publicación. Su contenido también enfureció al ministro de Medio Ambiente y representante para Quebec del gobierno de Mulroney, Lucien Bouchard. Bouchard, de estancia en París, decidió enviar un saludo por telegrama al Partido Quebequés, que estaba celebrando unas jornadas en Alma, su ciudad natal. El telegrama fue leído en voz alta por el líder nacionalista Jacques Parizeau e incluía alabanzas al partido y a su fundador, René Lévesque. Al regreso de Bouchard a Canadá, Mulroney exigió que aclarara su postura o dimitiese. Bouchard presentó su dimisión mediante una carta extensa el día 22 de mayo. La dimisión supuso la ruptura de una larga amistad con Mulroney, que se remontaba a sus estudios en la Facultad de Derecho de la Universidad Laval; ambos líderes no se reconciliaron hasta poco antes de la muerte de Mulroney en 2024.  Tras abandonar el Consejo de Ministros y el grupo parlamentario conservador, Bouchard pasó al grupo independiente. En un discurso, defendió los términos originales del Acuerdo, declarando que si fracasaba, la soberanía sería la única opción posible para Quebec.  Bourassa defendió las declaraciones de Bouchard y las describió como una advertencia clara al Canadá anglófono de las consecuencias del fracaso de la reforma constitucional.

### La "Última Cena" y la negociación de la adenda
El 3 de junio de 1990, tras varias reuniones bilaterales en la residencia oficial del primer ministro, se celebró una conferencia con todas las autoridades provinciales en el Museo Canadiense de la Civilización de Gatineau, Quebec. Lo que en principio sería una reunión de un día se transformó en una serie de encuentros de una semana en varios lugares de negociación. La presencia de los medios en todas las reuniones creó una atmósfera tensa y caótica, incluyendo declaraciones dramáticas por parte de las autoridades federales que condicionaban la existencia de Canadá a la aprobación del Acuerdo.  Los periodistas que cubrieron las conversaciones encontraron similitudes con la primera ronda de negociaciones de 1987, en particular por el secretismo del proceso y la disputa constante por el control del relato. 
Tras una primera jornada de negociaciones fallidas, el primer ministro de Nuevo Brunswick intentó dar un impulso al proceso anunciando el apoyo de su provincia al Acuerdo. Al día siguiente, el primer ministro de Manitoba ofreció su apoyo al pacto, condicionado a la negociación de un segundo proceso de reforma constitucional tras la entrada en vigor del Acuerdo. Esto supuso una mayor flexibilidad en las negociaciones. 
Posteriormente, Bourassa aceptó una adenda para proteger la igualdad entre hombres y mujeres en la aplicación de la cláusula de hecho diferencial y para garantizar la participación de los territorios en la composición del Senado y del Tribunal Supremo. Los primeros ministros también se comprometieron a celebrar conferencias sectoriales sobre derechos lingüísticos y de las Primeras Naciones; a introducir una cláusula constitucional de valores superiores del ordenamiento, la "cláusula Canadá", que informara la práctica judicial en los mismos términos que la cláusula de hecho diferencial; a regular el procedimiento para la creación de nuevas provincias; y a negociar un nuevo procedimiento de reforma constitucional.
Clyde Wells, el primer ministro de Terranova, siguió mostrando su insatisfacción con las condiciones acordadas, y amenazó con abandonar la mesa de negociación. Después de que el primer ministro de Alberta le impidiera abandonar el edificio, y tras ser interrogado sobre sus condiciones, Wells exigió garantías para la reforma del Senado. La delegación de Ontario propuso un marco temporal de cinco años para la reforma de la cámara alta. Si el 1 de julio de 1995 no se hubiera alcanzado un acuerdo de reforma,  Ontario renunciaría a seis de sus senadores, con lo que Quebec tendría 24, Ontario 18, la Isla del Príncipe Eduardo 4 y el resto de provincias, 8. Wells aceptó dicho inicio de propuesta de inmediato.
El día de la ceremonia de firma, Wells volvió a mostrar objeciones, esta vez por la supresión, sin su consentimiento, de una provisión que exigía una revisión cada diez años del impacto de la cláusula de hecho diferencial.Esta cláusula nunca fue discutida de forma seria ni elevada a la consideración de Robert Bourassa, ya que se consideraba una píldora envenenada para el gobierno de Quebec. Wells añadió un asterisco junto a su firma de la adenda, indicando que el proyecto de reforma sería sometido al voto de la Asamblea Legislativa de Terranova o a una consulta popular a nivel provincial.

## Fracaso
El éxito aparente de las negociaciones fue contrarrestado por unas declaraciones polémicas hechas por el primer ministro Mulroney en el periódico The Globe and Mail al día siguiente del nuevo acuerdo. Mulroney afirmó que había retrasado deliberadamente las negociaciones para que se aproximaran al fin del plazo de ratificación como estrategia de presión al resto de provincias, asegurando que la aprobación de la reforma constitucional se planteara como un «todo o nada» y forzando así su ratificación en plazo.
La naturaleza de las afirmaciones provocó indignación en la clase política y en la opinión pública por su frivolidad, sobre todo al contrastarse con el tono sombrío de las declaraciones de Mulroney en el proceso de negociación. Los primeros ministros de Manitoba y Terranova expresaron su incomodidad con la entrevista; el primero declaró que, aunque sometería el Acuerdo a la aprobación de la asamblea legislativa provincial, no lo eximiría del trámite de información pública. El nuevo líder liberal Jean Chrétien, que había considerado apoyar oficialmente el proyecto de reforma, rehusó hacerlo tras las declaraciones de Mulroney. El primer ministro de Ontario, David Peterson, y Stanley Hartt, el jefe de gabinete de Mulroney, afirmaron que la entrevista acabó con las escasas posibilidades de éxito del acuerdo de reforma. El primer ministro de Terranova, a la vista de la imposibilidad de convocar un referéndum con una antelación tan escasa, optó por someterlo a la ratificación de la Asamblea Legislativa sin disciplina de voto y manifestando su oposición a la aprobación de la reforma. De forma inédita, el primer ministro Mulroney y los primeros ministros de Nuevo Brunswick y Ontario intervinieron ante la Asamblea de Terranova para solicitar la aprobación del acuerdo.
El día 12 de junio de 1990, a tan solo diez días del fin del plazo de ratificación, el primer ministro Gary Filmon propuso la introducción de la ratificación en el orden del día del Pleno de la Asamblea de Manitoba, para lo cual se requería la unanimidad de todos sus miembros.  Elijah Harper, el único diputado indígena de la Asamblea, levantó una pluma de águila para mostrar su oposición a dicha inclusión, con lo que la propuesta de inclusión decayó. Filmon introdujo la misma propuesta en las siguientes sesiones plenarias, sin éxito, por el voto en contra de Harper. La negativa de Harper reflejaba el sentimiento de exclusión de las Primeras Naciones canadienses respecto al proceso de reforma constitucional. Nuevo Brunswick ratificó el Acuerdo el día 15, con lo que a una semana del vencimiento del plazo de ratificación de tres años, Manitoba y Terranova debían prestar su consentimiento para que la reforma entrara en vigor.
Filmon logró la toma en consideración de la enmienda constitucional el día 20 de junio, y la sesión de debate se prolongó durante dos días seguidos. El 22 de junio de 1990, último día del plazo de ratificación, la Asamblea no había logrado un acuerdo. Una moción para extender el debate fracasó por la negativa de Elijah Harper, con lo que agotado el orden del día, la Asamblea cerró la sesión sin llegar a una votación. Filmon contactó al primer ministro de Terranova y le informó de esta circunstancia. Tras recibir la noticia, Wells y Tom Rideout, el líder de la oposición, acordaron cancelar la sesión de la Asamblea para la ratificación de la reforma constitucional, ya que tras los acontecimientos de Manitoba, se esperaba que el resultado de la votación fuera desfavorable. El gobierno federal estaba preparando una petición de medidas cautelares al Tribunal Supremo para extender el plazo de ratificación si Manitoba no lograba someterla a votación, pero la cancelación de la votación en Terranova frustró dicho recurso.
La ausencia de ratificación del proyecto de reforma recogido en el Acuerdo del Lago Meech en Manitoba y Terranova produjo la caducidad del procedimiento de ratificación el 23 de junio de 1990, de conformidad con el artículo 39.2 de la Ley de la Constitución de 1982. Para entonces, el proyecto había sido respaldado por el gobierno federal y ocho provincias que, en conjunto, constituían el 96 por ciento de la población de Canadá.

## Consecuencias

### En Quebec
La derrota del acuerdo fue especialmente palpable en Quebec. El 22 de junio de 1990, Bourassa pronunció el siguiente discurso ante la Asamblea Nacional de Quebec: 

[...] En lo político, sin embargo, se debe señalar que el Acuerdo del Lago Meech, al cierre de este primer período de sesiones, no ha sido ratificado. Así pues, la resolución de Quebec, adoptada hace tres años menos un día, no tiene ya fuerza legal.

En nombre de todos los quebequeses, quiero expresar mi más profunda decepción. Una decepción que se explica [...] por todos los esfuerzos realizados por los distintos gobiernos en los últimos diez años. Tras el referéndum del 20 de mayo de 1980, el gobierno quebequense de entonces, dirigido por el señor Lévesque, realizó varios esfuerzos para reintegrar a Quebec en la Constitución canadiense. Mostró [...] una gran flexibilidad, pero con el resultado obviamente decepcionante de que Quebec quedara excluido de la Constitución canadiense.
En 1985, propusimos al Canadá anglófono unas condiciones que todos consideramos moderadas y razonables. En tres ocasiones llegamos a un acuerdo sobre todas estas condiciones. [...] El 9 de junio de este año, volvimos a firmar un acuerdo. Todos los primeros ministros se comprometieron a hacer todo lo posible para que la resolución se adoptara antes del 23 de junio. Dos provincias no lo han hecho y no tienen intención de hacerlo.
En 1987 hubo un acuerdo. Tras tres cambios de gobierno, no se respetó la firma dada por las provincias. Una vez más, en 1990, dos provincias que se habían comprometido a hacer todo lo posible para que se adoptara la resolución incumplieron su compromiso.
Hasta 1985, se solía decir: "What does Quebec want?" (¿Qué quiere Quebec?) Y expresamos claramente las exigencias de Quebec. Desde 1985, la pregunta es: «¿Qué quiere Canadá?» Seguimos esperando la respuesta de Canadá.

Señor Presidente, el Canadá inglés debe comprender muy claramente que, se diga lo que se diga o se haga lo que se haga, Quebec es, hoy y siempre, una sociedad distinta, libre y capaz de asumir su propio destino y desarrollo.
Robert Bourassa, discurso ante la Asamblea Nacional de Quebec, 22 de junio de 1990

Jacques Parizeau, líder de la oposición, se acercó a la bancada liberal para estrechar la mano de Bourassa y se refirió a él como «mi primer ministro». El 25 de junio, las festividades de San Juan, la fiesta nacional de Quebec, congregaron a hasta 500.000 personas en la Ciudad de Quebec. En el acto principal, el actor Jean Duceppe leyó un pregón en el que llamó a la independencia de Quebec. Las encuestas de junio de 1990 indicaban que una mayoría de la población de Quebec, del 61 al 64 por ciento, estaba a favor de la soberanía-asociación. Bourassa, intentando canalizar el sentimiento nacionalista de forma constructiva, declaró que en lo sucesivo solo negociaría con el gobierno federal de manera bilateral, e impulsó la aprobación del Proyecto de Ley 150, que establecía la celebración de una consulta el 26 de octubre de 1992 sobre una nueva propuesta de reforma constitucional o sobre la soberanía de Quebec. Pese a estas iniciativas, Bourassa siguió defendiendo el federalismo canadiense en privado, ya que consideraba que la independencia de Quebec, pese a ser posible, era inviable.
Como consecuencia del fracaso del Acuerdo, Bouchard y otros diputados quebequeses alienados decidieron formar un nuevo partido, el Bloc québécois, con Bouchard como líder.
Robert Bourassa dimitió como primer ministro de Quebec el 11 de enero de 1994 y abandonó la política. Su sucesor, Daniel Johnson hijo, continuador de una dinastía política, fue derrotado por el Partido Quebequés en las elecciones de septiembre de ese año. En ellas, el nacionalismo quebequés obtuvo una mayoría de escaños pese a ganar al Partido Liberal por apenas tres décimas. La victoria del Partido Quebequés condujo a la celebración del referéndum sobre la soberanía de 1995. Como consecuencia de la crisis territorial que produjo el estrecho margen de victoria del no a la independencia, el gobierno federal, basándose en un pronunciamiento del Tribunal Supremo de Canadá, estableció las condiciones para el reconocimiento de una eventual independencia de una provincia en la llamada Ley de Claridad.
Pese al éxito del nacionalismo quebequés en la provincia, el movimiento soberanista no ha planteado desde entonces ninguna apuesta directa por la independencia, prefiriendo centrarse en una disputa en términos culturales con iniciativas como la Carta de Valores Culturales de Quebec.

### En el resto de Canadá
En Ontario, el primer ministro David Peterson sufrió las consecuencias políticas de su liderazgo en el proceso de reforma constitucional, pese a sus reticencias. En particular, la promesa de ceder representación a otras provincias en el Senado resultó profundamente impopular. En las elecciones provinciales de 1990, Peterson sufrió una gran derrota frente a Bob Rae, que condujo a que el Nuevo Partido Democrático gobernara por primera vez en la provincia de Ontario.
Tras el fracaso del Acuerdo, Columbia Británica y Alberta aprobaron legislación por la que la toda reforma constitucional requeriría, además de su ratificación por la Asamblea Legislativa, la aprobación previa de su contenido por vía de consulta popular.
La popularidad de Mulroney se desplomó. Su gestión de las negociaciones fue duramente criticada, y la exhaustividad y excesiva duración del debate constitucional creó escepticismo sobre el éxito de ulteriores procesos de reforma. Como consecuencia, en noviembre de 1990, Mulroney impulsó la creación de un Foro Ciudadano sobre la Unidad Nacional, también conocido como la Comisión Spicer.
Tras varias conferencias constitucionales, y gracias a los esfuerzos del ex-primer ministro Joe Clark, se consiguió plantear un nuevo paquete de reforma constitucional, el llamado Acuerdo de Charlottetown, que pretendía dar respuesta a las principales críticas que se hicieron al acuerdo del Lago Meech. En particular, el nuevo proyecto preveía la inclusión y reconocimiento de las Primeras Naciones de Canadá. Además, al contrario que en el caso del Lago Meech, el Acuerdo de Charlottetown debía ser sometido a aprobación por vía de referéndum. Pese a un éxito inicial, el nuevo proyecto de reforma constitucional fue rechazado en las urnas el día 26 de octubre de 1992 tanto a nivel nacional como en una mayoría de provincias, incluida Quebec.
Desde el fracaso de ambos proyectos, ningún gobierno ha planteado reformas de calado de la Constitución canadiense.